# Borgafjäll
Borgafjäll is een gehucht binnen de Zweedse gemeente Dorotea. Het is gelegen aan de oostoever van de Korpån op de zuidelijke helling van de berg met dezelfde naam. In het dorp probeerde men aardappels onder water te telen, hetgeen ondanks hevige investeringen totaal mislukte. Tegenwoordig (vanaf midden 20e eeuw) moet Borgafjäll het hebben van zomer- en wintersporttoeristen. Het ligt langs een kunstroute.
Bestuurscentrum / Tätort: Dorotea
Småort: Avaträsk · Högland · Svanabyn · Västra Ormsjö
Overig: Bellvik · Borgafjäll · Fågelsta · Granåsen · Häggås · Korssele · Lajksjö · Lavsjö · Mårdsjö · Rajastrand · Risbäck · Storjola · Storbäck · Ullsjöberg · Östra Ormsjö